# 1766 в Україні

## Особи

### Народились
- 29 січня, Гамалія Платон Якович (1766—1817) — моряк, капітан-командор (1804), педагог, перекладач, учений, почесний член Петербурзької академії наук (1801), дійсний член Російської академії наук та Вільного економічного товариства (1808).
- 8 лютого, Мухін Єфрем Йосипович (1766—1850) — вчений, хірург, анатом, фізіолог, гігієніст, дійсний статський радник.
- 18 серпня, Йосип Август Ілінський (1766—1844) — граф Австрійський (1779), Російський (1798) маршалок шляхти Чуднівської і Житомирської, статський радник (1838—1841).
- Флоріян Кудревич (1766—1834) — український церковний діяч, священик-василіянин, богослов, доктор богослов'я, педагог, професор Святого Письма (1815—1831) і декан (1808—1810 і 1818—1821) богословського факультету Ягеллонського університету.
- Анатолій Максимович (1766—1844) — український релігійний діяч, єпископ Відомства православного сповідання Російської імперії. Єпископ Полтавський та Переяславський на Гетьманщині (1812—1816). Архієпископ Мінський і Литовський на окупованих територіях Біларусі.

### Померли
- 21 березня, Гамалія Іван Андрійович (1699—1766) — бунчуковий товариш (1720—1744 рр.), учасник обрання гетьманом Данила Апостола 1 (12) жовтня 1727 року у Глухові, виконувач обов'язків Генерального судді (1733—1735 рр.), наказний миргородський полковник (1750—1752 рр.)
- 24 березня, Филипович Іван (? — 1766) — львівський мідеритник (гравер на міді) і друкар 1740—1760-х років, майстер сюжетної гравюри.
- 11 серпня, Даниїл Мліївський — святий мученик.
- Семен Сулима (1739—1766) — переяславський полковник.

## Засновані, зведені
- Орільська паланка
- Протовчанська паланка
- Михайлівська церква (Велика Березянка)
- Церква Блаженного Миколая Чарнецького та новомучеників УГКЦ
- Церква Йосипа Обручника (Житні Гори)
- Бондарі (Козелецький район)
- Круглолугівка